# Grupo Vocal Andara
O Grupo Vocal Andara é um coro do tipo étnico, formado por oito mulheres de diferentes partes do Brasil, Uruguai e Argentina.
As canções interpretadas pelas oito vozes do Grupo Vocal Andara são de origens étnicas e exploram o universo folclórico brasileiro, indígena, africano, europeu e andino.
Além das vozes, utiliza a percussão e a variação de timbres e sons, através do uso de instrumentos tradicionais e alternativos.
O Grupo teve origem no ano de 2004 em Florianópolis, Santa Catarina. 
No ano de 2006 fez turnê pelo estado de Santa Catarina com o apoio do SESC. 
No ano de 2007 suas principais apresentações se realizaram no Teatro da Ubro (ligado à Fundação Cultural de Florianópolis Franklin Cascaes) e no Teatro Álvaro de Carvalho.